# Крид (Колорадо)
Крид (Колорадо) (енгл. Creede) град је у америчкој савезној држави Колорадо.

## Демографија
По попису из 2000. године број становника је 377.
| Група             | 2000.       | 2010.    |
| Белци             | 361 (95,8%) | 0 (0,0%) |
| Афроамериканци    | 0 (0,0%)    | 0 (0,0%) |
| Азијати           | 0 (0,0%)    | 0 (0,0%) |
| Хиспаноамериканци | 6 (1,6%)    | 0 (0,0%) |
| Укупно            | 377         | 0        |